# باسل کورکیس
باسل کورکیس (عربی:  باسل كوركيس ؛ زادهٔ ۶ سپتامبر ۱۹۶۱) یک بازیکن فوتبال آشوری‌تبار اهل عراق است.
وی همچنین در تیم ملی فوتبال عراق بازی کرده است.